# Hypotyposis
Die Hypotyposis (griech. Abbilden, Abbildung) ist eine rhetorische und auch musikalische Figur.
In der klassischen Rhetorik versteht man unter Hypotyposis eine anschauliche Beschreibung eines Gegenstandes, bei der der Zuhörer den Eindruck bekommt, diesen vor Augen zu haben (Quintilian). Durch eine Hypotyposis kann somit eine Rede verdeutlicht werden und überzeugender wirken. - Näheres zum rhetorischen Gebrauch des Begriffs siehe unter dem gleichbedeutenden Stichwort Evidenz (Rhetorik).
Als musikalisch-rhetorische Figur wurde die Hypotyposis 1599 von Joachim Burmeister beschrieben. Er definierte sie als „eine Verdeutlichung eines Textes, durch die leblose Sachen den Augen scheinbar lebhaft dargestellt oder verdeutlicht werden“.
Während der Begriff in der Folge nur selten verwendet wurde, gilt die Hypotyposis „als die bei weitem häufigste Figur“ barocker Musik „angesichts einer Musik, deren Anliegen seit mehreren Generationen die von Zarlino so genannte imitazione della natura war“ (S. Leopold).
Im 20. Jahrhundert wurde der Begriff von mehreren Autoren wieder aufgegriffen als Überbegriff für eine Klasse musikalisch-rhetorischer Figuren („bildhafte oder hypotyposis-Klasse“), im Gegensatz etwa zu Figuren der Emphase oder solchen mit allegorischer Bedeutung. Als zu dieser Klasse gehörig gelten z. B. die Anabasis (Aufstieg) und die Katabasis (Abstieg).